# 加利福尼亞州縣級行政區列表
加利福尼亞州行政區共劃分為58個縣，每个郡内通常有若干個城市，但有些郡下面因為地廣人稀只有設“類似市的地方”（unincorporated city-like areas），這種情況在美國西部比較常見。在加州，郡政府是「由上而下」的政府機關，權力由州憲法賦予，所有州界內土地和水體皆劃分在一郡裡；而建制市鎮則是「由下而上」的機關，由當地居民自行發起、建制，在州憲法未規定的範圍有充分的自治權，與郡的關係不是上下屬而是分權，因此建制市鎮範圍不一定侷限在一郡內。
旧金山是加州唯一「市县合一」的地方，即市政府與郡政府合一，郡界與市界相同。

## 第一批組成的郡
1850年1月4日，加利福尼亞憲政委員會（California constitutional committee）批准了第一批組成的郡，他們是Benicia、Butte、Fremont、Los Angeles、Mariposa、Monterey、Mount Diablo、Oro、Redding、Sacramento、San Diego、San Francisco、San Joaquin、San Jose、San Luis Obispo、Santa Barbara、Sonoma 和 Sutter。4月22日，Branciforte、Calaveras、Coloma、Colusi、Marin、Mendocino、Napa、Trinity 和 Yuba 等郡被加入。而 Benicia 改名為 Solano、Coloma 改名為 El Dorado、Fremont 改名為 Yola、Mt. Diablo 改名為 Contra Costa、San Jose 改名為 Santa Clara、Oro 改名為 Tuolumne 以及 Redding 改名為 Shasta。後來立法機關又將 Branciforte 改名為 Santa Cruz、Colusi 改名為 Colusa 以及 Yola 改名為 Yolo，但這些都不算重要的更改。

## 现有的郡
| 县                  | 英文原名        | FIPS代码 | 縣治              | 成立年份 | 拆分自                                                                | 命名源自 | 建立法源 （憲章或普通法） | 人口 (2019年7月) | 面积                              | 地图                                |
| ------------------- | --------------- | -------- | ----------------- | -------- | --------------------------------------------------------------------- | --- | ------------------------- | ---------------- | --------------------------------- | ----------------------------------- |
| 阿拉梅达县          | Alameda         | 001      | 奥克兰            | 1853     | 康特拉科斯塔縣及聖克拉拉縣                                            | 曾經在該地區盛產的橡樹和其他樹木；“林蔭道”或“三角葉楊林”的西班牙語 | 憲章                      | 1,671,329        | 738平方英里 （1,911平方公里）     | 標示出阿拉梅达县位置的地圖          |
| 阿尔派恩县          | Alpine          | 003      | 马克利维尔        | 1864     | 阿马多尔县、埃尔多拉多县、卡拉韋拉斯縣、莫諾縣及圖奧勒米縣            | 位於內華達山脈的高處；指阿爾卑斯山或其他的山 | 普通法                    | 1,129            | 739平方英里 （1,914平方公里）     | 標示出阿尔派恩县位置的地圖          |
| 阿马多尔县          | Amador          | 005      | 杰克逊            | 1854     | 卡拉韦拉斯县                                                          | 何塞．瑪麗雅．阿馬多於1848年與幾名美國原住民在現今的阿马多尔市建立了開採黃金的營地 | 普通法                    | 39,752           | 606平方英里 （1,570平方公里）     | 標示出阿马多尔县位置的地圖          |
| 比尤特縣            | Butte           | 007      | 奥罗维尔          | 1850     | 最初建立                                                              | 萨特山丘（Sutter Buttes），最初被误认为位于该县 | 憲章                      | 219,186          | 1,640平方英里 （4,248平方公里）   | 標示出比尤特縣位置的地圖            |
| 卡拉韦拉斯县        | Calaveras       | 009      | 圣安德烈亚斯      | 1850     | 最初建立                                                              | 卡拉韦拉斯河；西班牙语中意为“头骨” | 普通法                    | 45,905           | 1,020平方英里 （2,642平方公里）   | 標示出卡拉韦拉斯县位置的地圖        |
| 科卢萨县            | Colusa          | 011      | 科卢萨            | 1850     | 最初建立                                                              | 墨西哥赠地 Rancho Colus | 普通法                    | 21,547           | 1,151平方英里 （2,981平方公里）   | 標示出科卢萨县位置的地圖            |
| 康特拉科斯塔县      | Contra Costa    | 013      | 马丁内斯          | 1850     | 最初建立                                                              | 与旧金山横跨旧金山湾相对；西语“对面的海岸” | 普通法                    | 1,153,526        | 720平方英里 （1,865平方公里）     | 標示出康特拉科斯塔县位置的地圖      |
| 德尔诺特县          | Del Norte       | 015      | 克雷森特城        | 1857     | 克拉马斯县                                                            | 位于加州北部边境；西语“北方的” | 普通法                    | 27,812           | 1,008平方英里 （2,611平方公里）   | 標示出德尔诺特县位置的地圖          |
| 埃尔多拉多县        | El Dorado       | 017      | 普莱瑟维尔        | 1850     | 最初建立                                                              | 黃金國，一座神话中的黄金城；原于此地在加利福尼亞淘金潮中的重要性而得名 | 憲章                      | 192,843          | 1,712平方英里 （4,434平方公里）   | 標示出埃尔多拉多县位置的地圖        |
| 弗雷斯诺县          | Fresno          | 019      | 弗雷斯诺          | 1856     | 马里波萨县、默塞德县和图莱里县                                        | 弗雷斯诺市；西语中的白蜡树 | 憲章                      | 999,101          | 5,963平方英里 （15,444平方公里）  | 標示出弗雷斯诺县位置的地圖          |
| 格伦县              | Glenn           | 021      | 威洛斯            | 1891     | 科卢萨县                                                              | 休·J·格伦博士，一位加利福尼亚商人和政客 | 普通法                    | 28,393           | 1,315平方英里 （3,406平方公里）   | 標示出格伦县位置的地圖              |
| 洪堡县              | Humboldt        | 023      | 尤里卡            | 1853     | 特里尼蒂县                                                            | 亚历山大·冯·洪堡，一位德国自然学家和探索家 | 普通法                    | 135,558          | 3,573平方英里 （9,254平方公里）   | 標示出洪堡县位置的地圖              |
| 因皮里尔县          | Imperial        | 025      | 埃尔森特罗        | 1907     | 圣迭戈县                                                              | 因皮里尔河谷，命名自“帝国土地公司”（Imperial Land Company） | 普通法                    | 181,215          | 4,175平方英里 （10,813平方公里）  | 標示出因皮里尔县位置的地圖          |
| 因约县              | Inyo            | 027      | 独立城            | 1866     | 莫诺县和图莱里县                                                      | 具体词源不详；早期居民认为 Inyo 是当地山丘的本名，但其有可能是一名莫诺印第安人领袖的名字 | 普通法                    | 18,039           | 10,192平方英里 （26,397平方公里） | 標示出因约县位置的地圖              |
| 克恩县              | Kern            | 029      | 贝克斯菲尔德      | 1866     | 洛杉矶县和图莱里县                                                    | 爱德华·克恩，约翰·C·弗里蒙特1845年远征的制图师 | 普通法                    | 900,202          | 8,142平方英里 （21,088平方公里）  | 標示出克恩县位置的地圖              |
| 金斯县              | Kings           | 031      | 汉福德            | 1893     | 图莱里县                                                              | 金斯河；西班牙语原名Rio de los Santos Reyes（東方三王之河） | 普通法                    | 152,940          | 1,390平方英里 （3,600平方公里）   | 標示出金斯县位置的地圖              |
| 莱克县              | Lake            | 033      | 拉克波特          | 1861     | 纳帕县                                                                | 克利尔湖（Clear Lake），又译湖县 | 普通法                    | 64,386           | 1,258平方英里 （3,258平方公里）   | 標示出莱克县位置的地圖              |
| 拉森县              | Lassen          | 035      | 苏珊维尔          | 1864     | 普卢默斯县和沙斯塔县，以及已撤销的内华达州湖县（Lake County, Nevada） | 彼得•拉森，一位丹麦自然学家和探索家 | 普通法                    | 30,573           | 4,558平方英里 （11,805平方公里）  | 標示出拉森县位置的地圖              |
| 洛杉矶县            | Los Angeles     | 037      | 洛杉矶            | 1850     | 最初建立                                                              | 洛杉矶市，源自西班牙语原名El Pueblo de Nuestra Señora la Reina de los Angeles del Río de Porciúncula（博俊古辣河天使之后吾女之村）                                                                                       | 憲章                      | 10,039,107       | 4,060平方英里 （10,515平方公里）  | 標示出洛杉矶县位置的地圖            |
| 马德拉县            | Madera          | 039      | 马德拉            | 1893     | 弗雷斯诺县                                                            | 马德拉市，命名自其丰富的森林景观；西班牙语中意为“木” | 普通法                    | 157,327          | 2,138平方英里 （5,537平方公里）   | 標示出马德拉县位置的地圖            |
| 马林县              | Marin           | 041      | 圣拉菲尔          | 1850     | 最初建立                                                              | 具体词源有争议；可能是西班牙语Bahía de Nuestra Señora del Rosario la Marina（沿旧金山湾海岬的名字）残留的缩写 | 普通法                    | 258,826          | 520平方英里 （1,347平方公里）     | 標示出马林县位置的地圖              |
| 马里波萨县          | Mariposa        | 043      | 马里波萨          | 1850     | 最初建立                                                              | 马里波萨市；西班牙语中意为“蝴蝶” | 普通法                    | 17,203           | 1,451平方英里 （3,758平方公里）   | 標示出马里波萨县位置的地圖          |
| 门多西诺县          | Mendocino       | 045      | 尤奇亚            | 1850     | 最初建立                                                              | 安东尼奥·德门多萨（Antonio de Mendoza），新西班牙的首任總督 | 普通法                    | 86,749           | 3,509平方英里 （9,088平方公里）   | 標示出门多西诺县位置的地圖          |
| 默塞德县            | Merced          | 047      | 默塞德            | 1855     | 马里波萨县                                                            | 默塞德市，源于西班牙名 El Río de Nuestra Señora de la Merced（仁慈圣母之河） | 普通法                    | 277,680          | 1,929平方英里 （4,996平方公里）   | 標示出默塞德县位置的地圖            |
| 莫多克县            | Modoc           | 049      | 阿尔图拉斯        | 1874     | 锡斯基尤县                                                            | 莫多克人 | 普通法                    | 8,841            | 3,944平方英里 （10,215平方公里）  | 標示出莫多克县位置的地圖            |
| 莫诺县              | Mono            | 051      | 布里奇波特        | 1861     | 卡拉韦拉斯县、弗雷斯诺县和马里波萨县                                  | 莫諾湖；衍自 Monachi，约库特语中內華達山脈的原名 | 普通法                    | 14,444           | 3,044平方英里 （7,884平方公里）   | 標示出莫诺县位置的地圖              |
| 蒙特雷县            | Monterey        | 053      | 萨利纳斯          | 1850     | 最初建立                                                              | 衍自蒙特雷湾，得名于一名新西班牙总督的名字 Gaspar de Zúñiga, 5th Count of Monterrey | 普通法                    | 434,061          | 3,322平方英里 （8,604平方公里）   | 標示出蒙特雷县位置的地圖            |
| 纳帕县              | Napa            | 055      | 纳帕              | 1850     | 最初建立                                                              | 起源有争议；可能衍自帕特温人 napo 一词，意为“家” | 普通法                    | 137,744          | 754平方英里 （1,953平方公里）     | 標示出纳帕县位置的地圖              |
| 内华达县            | Nevada          | 057      | 内华达城          | 1851     | 尤巴县                                                                | 內華達山脈；nevada 是西班牙语“被雪覆盖”的意思，意指当地的高海拔。内华达州以该县命名，而此县又以内华达城命名 | 普通法                    | 99,755           | 958平方英里 （2,481平方公里）     | 標示出内华达县位置的地圖            |
| 橙县                | Orange          | 059      | 圣安娜            | 1889     | 洛杉矶县                                                              | 橙子，用以向来自美国寒冷东岸的人展现当地的亚热带气候；音譯奧蘭治縣 | 憲章                      | 3,175,692        | 948平方英里 （2,455平方公里）     | 標示出橙县位置的地圖                |
| 普莱瑟县            | Placer          | 061      | 奥本              | 1851     | 萨克拉门托县                                                          | 砂矿开采（Placer mining），指其在加州淘金潮中的中心地位 | 憲章                      | 398,329          | 1,407平方英里 （3,644平方公里）   | 標示出普莱瑟县位置的地圖            |
| 普卢默斯县          | Plumas          | 063      | 昆西              | 1854     | 比尤特縣                                                              | 羽毛河；“羽毛”的西班牙语 | 普通法                    | 18,807           | 2,554平方英里 （6,615平方公里）   | 標示出普卢默斯县位置的地圖          |
| 河濱縣              | Riverside       | 065      | 里弗赛德          | 1893     | 圣贝纳迪诺县和圣迭戈县                                                | 里弗赛德市，即河滨市，因其在圣安娜河上的位置而得名 | 普通法                    | 2,470,546        | 7,208平方英里 （18,669平方公里）  | 標示出河濱縣位置的地圖              |
| 萨克拉门托县        | Sacramento      | 067      | 萨克拉门托        | 1850     | 最初建立                                                              | 萨克拉门托市，或沙加缅度，以 Santísimo Sacramento（“聖餐禮”的西班牙语）命名 | 憲章                      | 1,552,058        | 966平方英里 （2,502平方公里）     | 標示出萨克拉门托县位置的地圖        |
| 圣贝尼托县          | San Benito      | 069      | 霍利斯特          | 1874     | 蒙特雷县                                                              | 圣本尼迪克特（Benito 是西班牙语中对本尼迪克特的昵称） | 普通法                    | 62,808           | 1,389平方英里 （3,597平方公里）   | 標示出圣贝尼托县位置的地圖          |
| 圣贝纳迪诺县        | San Bernardino  | 071      | 圣贝纳迪诺        | 1853     | 洛杉矶县                                                              | 圣贝纳迪诺市，命名自聖伯爾納定 | 憲章                      | 2,180,085        | 20,062平方英里 （51,960平方公里） | 標示出圣贝纳迪诺县位置的地圖        |
| 圣迭戈县            | San Diego       | 073      | 圣迭戈            | 1850     | 最初建立                                                              | 圣迭戈市，或圣地亚哥，以迭戈·德·阿尔卡拉命名 | 憲章                      | 3,338,330        | 4,204平方英里 （10,888平方公里）  | 標示出圣迭戈县位置的地圖            |
| 舊金山市郡          | San Francisco   | 075      | 旧金山            | 1850     | 最初建立                                                              | 旧金山市，或圣弗朗西斯科，源于圣弗朗西斯科要塞和圣方济各传教站，以聖方濟各亞西西命名 | 憲章                      | 881,549          | 47平方英里 （122平方公里）        | 標示出舊金山市郡位置的地圖          |
| 圣华金县            | San Joaquin     | 077      | 斯托克顿          | 1850     | 最初建立                                                              | 西班牙语中的聖若亞敬，圣母玛丽亚之父. | 普通法                    | 762,148          | 1,399平方英里 （3,623平方公里）   | 標示出圣华金县位置的地圖            |
| 圣路易斯-奥比斯波县 | San Luis Obispo | 079      | 圣路易斯-奥比斯波 | 1850     | 最初建立                                                              | 圣路易斯-奥比斯波城，源自圣路易斯-奥比斯波传教所，以圣路易斯主教 Saint Louis of Toulouse 命名 | 普通法                    | 283,111          | 3,304平方英里 （8,557平方公里）   | 標示出圣路易斯-奥比斯波县位置的地圖 |
| 圣马特奥县          | San Mateo       | 081      | 紅木城            | 1856     | 旧金山和圣克鲁斯县                                                    | 西班牙语中的馬太 | 憲章                      | 766,573          | 449平方英里 （1,163平方公里）     | 標示出圣马特奥县位置的地圖          |
| 圣巴巴拉县          | Santa Barbara   | 083      | 圣巴巴拉          | 1850     | 最初建立                                                              | 圣巴巴拉市，源自圣巴巴拉传教所，得名于西班牙语的圣芭芭拉 | 普通法                    | 446,499          | 2,738平方英里 （7,091平方公里）   | 標示出圣巴巴拉县位置的地圖          |
| 圣克拉拉县          | Santa Clara     | 085      | 圣何塞            | 1850     | 最初建立                                                              | 圣克拉拉市，源自圣克拉拉传教所，以亚西西的嘉勒命名 | 憲章                      | 1,927,852        | 1,291平方英里 （3,344平方公里）   | 標示出圣克拉拉县位置的地圖          |
| 圣克鲁斯县          | Santa Cruz      | 087      | 圣克鲁斯          | 1850     | 最初建立                                                              | 聖塔克魯茲市，源自圣克鲁兹传教所，得名于西班牙语中的圣十字 | 普通法                    | 273,213          | 446平方英里 （1,155平方公里）     | 標示出圣克鲁斯县位置的地圖          |
| 沙斯塔县            | Shasta          | 089      | 雷丁              | 1850     | 最初建立                                                              | 沙斯塔山；得名于原住的沙斯塔人 | 普通法                    | 180,080          | 3,786平方英里 （9,806平方公里）   | 標示出沙斯塔县位置的地圖            |
| 谢拉县              | Sierra          | 091      | 唐尼维尔          | 1852     | 尤巴县                                                                | Sierra 是西班牙语中的“山脉”，涵义指当地地形条件 | 普通法                    | 3,005            | 953平方英里 （2,468平方公里）     | 標示出谢拉县位置的地圖              |
| 锡斯基尤县          | Siskiyou        | 093      | 怀里卡            | 1852     | 沙斯塔县和克拉马斯县                                                  | 锡斯基尤山；Siskiyou 的具体词源不详 | 普通法                    | 43,539           | 6,287平方英里 （16,283平方公里）  | 標示出锡斯基尤县位置的地圖          |
| 索拉诺县            | Solano          | 095      | 费尔菲尔德        | 1850     | 最初建立                                                              | 休森人首领索拉诺 | 普通法                    | 447,643          | 828平方英里 （2,145平方公里）     | 標示出索拉诺县位置的地圖            |
| 索诺马县            | Sonoma          | 097      | 圣罗莎            | 1850     | 最初建立                                                              | 具体词源有争议；可能是波莫人对“月亮湾”的称呼，用以指一种当地本土宗教活动的传说 | 普通法                    | 494,336          | 1,576平方英里 （4,082平方公里）   | 標示出索诺马县位置的地圖            |
| 斯坦尼斯劳斯县      | Stanislaus      | 099      | 莫德斯托          | 1854     | 图奥勒米县                                                            | 斯坦尼斯劳斯河，以 Estanislao 命名，是加利福尼亚在西班牙和墨西哥统治下的一位镇长 | 普通法                    | 550,660          | 1,495平方英里 （3,872平方公里）   | 標示出斯坦尼斯劳斯县位置的地圖      |
| 萨特县              | Sutter          | 101      | 尤巴城            | 1850     | 最初建立                                                              | 约翰·萨特，一位瑞士与加利福尼亚淘金热有关的先驱者 | 普通法                    | 96,971           | 603平方英里 （1,562平方公里）     | 標示出萨特县位置的地圖              |
| 蒂黑马县            | Tehama          | 103      | 雷德布拉夫        | 1856     | 比尤特縣、科卢萨县和沙斯塔县                                          | 德哈马市，可能为一个描述其地理位置的本土词汇 | 憲章                      | 65,084           | 2,951平方英里 （7,643平方公里）   | 標示出蒂黑马县位置的地圖            |
| 特里尼蒂县          | Trinity         | 105      | 威弗维尔          | 1850     | 最初建立                                                              | 特立尼达市，西班牙语的“三位一体” | 普通法                    | 12,285           | 3,179平方英里 （8,234平方公里）   | 標示出特里尼蒂县位置的地圖          |
| 图莱里县            | Tulare          | 107      | 维塞利亚          | 1852     | 马里波萨县                                                            | 图莱里湖，命名自一种生长在岸边沼泽里的锐藨草（tule rush，学名：Schoenoplectus acutus） | 普通法                    | 466,195          | 4,824平方英里 （12,494平方公里）  | 標示出图莱里县位置的地圖            |
| 图奥勒米县          | Tuolumne        | 109      | 索诺拉            | 1850     | 最初建立                                                              | 具体词源不详；可能误衍生自本土词汇 talmalamne，意为“石头圆拱顶屋群落”，指当地的窑居部落 | 普通法                    | 54,478           | 2,236平方英里 （5,791平方公里）   | 標示出图奥勒米县位置的地圖          |
| 文图拉县            | Ventura         | 111      | 文图拉            | 1872     | 圣巴巴拉县                                                            | 文图拉市，衍自聖文德传教所 | 普通法                    | 846,006          | 1,846平方英里 （4,781平方公里）   | 標示出文图拉县位置的地圖            |
| 优洛县              | Yolo            | 113      | 伍德兰            | 1850     | 最初建立                                                              | 尤兰人（Yolan），一个当地本土部落 | 普通法                    | 220,500          | 1,012平方英里 （2,621平方公里）   | 標示出优洛县位置的地圖              |
| 尤巴县              | Yuba            | 115      | 马里斯维尔        | 1850     | 最初建立                                                              | 可能是以迈杜人，一群生活在羽毛河和尤巴河沿岸的当地原住民部落，所居住的其中一个村落命名，或是由一名叫做 Gabriel Moraga 的西班牙军官以在河边生长着的大量野生葡萄（加利福尼亚葡萄）为由所命名的（uva 是西班牙语中的“葡萄”） | 普通法                    | 78,668           | 630平方英里 （1,632平方公里）     | 標示出尤巴县位置的地圖              |

## 已不存在的郡
- Klamath郡：1851年由郡北方劃分出來，但後來1874年此郡被劃入洪堡郡和郡。
- Pautah郡：1852年由加州政府創造，因為當時美國國會要從內華達州劃一塊土地到加州。但這個轉讓從來沒有發生，所以1859年加州取消了這個從來都沒有被建立的郡。

## 外部連結
- 加利福尼亞州網站
- 美國統計調查局（页面存档备份，存于）